# Roscoe (New York)
Pour l’article homonyme, voir Roscoe.
Roscoe est une census-designated place du comté de Sullivan, dans l'État de New York, aux États-Unis,. En 2020, elle compte une population de 497 habitants.